# Paulin Puel
Pour les articles homonymes, voir Puel.
Paulin Puel, né le 9 mai 1997 à Nice, est un  footballeur français qui évolue au poste d'attaquant au RC Grasse en National 2. 
Il est issu d'une famille de footballeurs : son père Claude Puel, a été joueur à l'AS Monaco avant de se reconvertir entraîneur, tout comme son frère aîné, Grégoire.

## Biographie

### En club
Paulin Puel commence ses classes de footballeur au Lille OSC, où son père officie comme entraîneur de l'équipe professionnelle. Il rejoint en 2008 le centre de formation de l'Olympique lyonnais, lorsque son père devient manager général du club rhodanien. En 2012, il atterrit sur la Côte d'Azur, à l'OGC Nice, son père prenant dans le même temps le poste d'entraîneur de l'équipe azuréenne.
À Nice, Paulin Puel évolue tout d'abord avec l'équipe des moins de 17 ans, puis avec celle des moins de 19 ans. Il débute avec l'équipe réserve, en CFA, le 12 avril 2014, lors d'un match contre l'AS Cannes, où il est titulaire.
À peine une semaine plus tard, le 20 avril 2014, il effectue ses grands débuts en Ligue 1, lors du derby face à l'AS Monaco. Il rentre en jeu à la 87e minute de la rencontre, à la place de Valentin Eysseric.
Le 1er décembre 2015, son père le titularise pour la première fois lors d'une rencontre de Ligue 1, à l'occasion d'un déplacement sur la pelouse du FC Lorient.
Non conservé par le club niçois à l'issue de la saison 2016-2017, il rejoint l'équipe réserve de l'AS Monaco au début de l'année 2018.
Au mercato estival de 2018, il s'engage pour l'US Avranches, club de National, où il évolue durant deux saisons. Il quitte Avranches à l'été 2020 et, après plusieurs mois sans club, s'engage à l'hiver suivant auprès de l'UE Castelldefels, en Espagne, pour la fin de la saison 2020-2021. 
En août 2021, Paulin Puel rentre en France et signe au RC Grasse, club de National 2.

### En équipe nationale
Paulin Puel reçoit quatre sélections en équipe de France des moins de 19 ans. Il joue, deux matchs amicaux contre l'Ukraine et la Serbie en septembre 2015. Par la suite, en mai 2016, il participe à un tournoi international en Corée du Sud, au cours duquel il participe aux rencontres contre le Japon et la Corée du Sud.

## Statistiques
| Saison                | Club                  | Championnat           | Championnat | Championnat | Coupe(s) nationale(s) | Coupe(s) nationale(s) | Total | Total |
| Saison                | Club                  | Division              | M.          | B.          | M.                    | B.                    | M.    | B.    |
| 2013-2014             | OGC Nice              | Ligue 1               | 2           | 0           | 0                     | 0                     | 2     | 0     |
| 2014-2015             | OGC Nice              | Ligue 1               | 1           | 0           | 0                     | 0                     | 1     | 0     |
| 2015-2016             | OGC Nice              | Ligue 1               | 11          | 0           | 2                     | 0                     | 13    | 0     |
| Sous-total            | Sous-total            | Sous-total            | 14          | 0           | 2                     | 0                     | 16    | 0     |
| 2018-2019             | US Avranches          | National              | 26          | 3           | 4                     | 3                     | 30    | 6     |
| Sous-total            | Sous-total            | Sous-total            | 26          | 3           | 4                     | 3                     | 30    | 6     |
| Total sur la carrière | Total sur la carrière | Total sur la carrière | 40          | 3           | 6                     | 3                     | 46    | 6     |